# Орнасьє
Орнасьє́ (фр. Ornacieux) — колишній муніципалітет у Франції, у регіоні Овернь-Рона-Альпи, департамент Ізер. Населення — 402 осіб (2011).
Муніципалітет був розташований на відстані близько 450 км на південний схід від Парижа, 50 км на південний схід від Ліона, 50 км на північний захід від Гренобля.

## Історія
До 2015 року муніципалітет перебував у складі регіону Рона-Альпи. Від 1 січня 2016 року належав до нового об'єднаного регіону Овернь-Рона-Альпи.
1 січня 2019 року Орнасьє і Бальбен було об'єднано в новий муніципалітет Орнасьє-Бальбен.

## Демографія
Динаміка населення (INSEE ):
Розподіл населення за віком та статтю (2006):
| Стать | Всього | До 15 років | 15-24 | 25-44 | 45-64 | 65-85 | Понад 85 |
| --- | ------ | ----------- | ----- | ----- | ----- | ----- | -------- |
| Чоловіки | 187    | 48          | 15    | 62    | 41    | 21    | 0        |
| Жінки | 157    | 30          | 18    | 55    | 29    | 25    | 0        |
| \| Статево-вікова піраміда \| Статево-вікова піраміда \| Статево-вікова піраміда \| \| ----------------------- \| ----------------------- \| ----------------------- \| \| Чоловіки \| Вік \| Жінки \| \| 0 \| 85 + \| 0 \| \| 7 \| 80-84 \| 7 \| \| 0 \| 75-79 \| 7 \| \| 7 \| 70-74 \| 0 \| \| 7 \| 65-69 \| 11 \| \| 7 \| 60-64 \| 7 \| \| 4 \| 55-59 \| 0 \| \| 15 \| 50-54 \| 7 \| \| 15 \| 45-49 \| 15 \| \| 15 \| 40-44 \| 7 \| \| 22 \| 35-39 \| 26 \| \| 7 \| 30-34 \| 7 \| \| 18 \| 25-29 \| 15 \| \| 4 \| 20-24 \| 0 \| \| 11 \| 15-20 \| 18 \| \| 15 \| 10-14 \| 11 \| \| 22 \| 5-9 \| 4 \| \| 11 \| 0-4 \| 15 \| |        |             |       |       |       |       |          |
| Статево-вікова піраміда |        |             |       |       |       |       |          |
| Чоловіки | Вік    | Жінки       |       |       |       |       |          |
| 0 | 85 +   | 0           |       |       |       |       |          |
| 7 | 80-84  | 7           |       |       |       |       |          |
| 0 | 75-79  | 7           |       |       |       |       |          |
| 7 | 70-74  | 0           |       |       |       |       |          |
| 7 | 65-69  | 11          |       |       |       |       |          |
| 7 | 60-64  | 7           |       |       |       |       |          |
| 4 | 55-59  | 0           |       |       |       |       |          |
| 15 | 50-54  | 7           |       |       |       |       |          |
| 15 | 45-49  | 15          |       |       |       |       |          |
| 15 | 40-44  | 7           |       |       |       |       |          |
| 22 | 35-39  | 26          |       |       |       |       |          |
| 7 | 30-34  | 7           |       |       |       |       |          |
| 18 | 25-29  | 15          |       |       |       |       |          |
| 4 | 20-24  | 0           |       |       |       |       |          |
| 11 | 15-20  | 18          |       |       |       |       |          |
| 15 | 10-14  | 11          |       |       |       |       |          |
| 22 | 5-9    | 4           |       |       |       |       |          |
| 11 | 0-4    | 15          |       |       |       |       |          |

## Економіка
2010 року серед 256 осіб працездатного віку (15—64 років) 204 були активними, 52 — неактивними (показник активності 79,7%, у 1999 році було 72,4%). З 204 активних мешканців працювало 189 осіб (98 чоловіків та 91 жінка), безробітними було 15 (8 чоловіків та 7 жінок). Серед 52 неактивних 27 осіб було учнями чи студентами, 16 — пенсіонерами, 9 були неактивними з інших причин.

У 2010 році в муніципалітеті числилось 150 оподаткованих домогосподарств, у яких проживали 416,0 особи, медіана доходів виносила 17 869 євро на одного особоспоживача